# 香槟谷村
香槟谷村（法語：Vallées en Champagne，法語發音：[vale ɑ̃ ʃɑ̃paɲ]）是法国埃纳省的一个市镇，属于蒂耶里堡区。该市镇于2016年由原市镇布里地区博尔讷、拉沙佩勒蒙托东和圣阿尼昂合并而成，行政中心位于布里地区博尔讷。

## 地理
香槟谷村（48°59'16"N, 3°36'53"E）面积41.24 平方千米，位于法国上法蘭西大區埃纳省，该省份为法国北部内陆省份，北起北部省，西接索姆省和瓦兹省，东临阿登省和马恩省，西南至塞纳-马恩省，东北部与比利时接壤。
与香槟谷村接壤的市镇（或旧市镇、城区）包括：勒伊-索维尼、库尔蒂耶济、多尔芒、伊尼-孔布利济、勒布勒伊、韦尔东、帕尔尼拉迪斯、蒙蒂尼莱孔代、布里地区孔代、塞勒莱孔代、蒙蒂雷勒。
香槟谷村的时区为UTC+01:00、UTC+02:00（夏令时）。

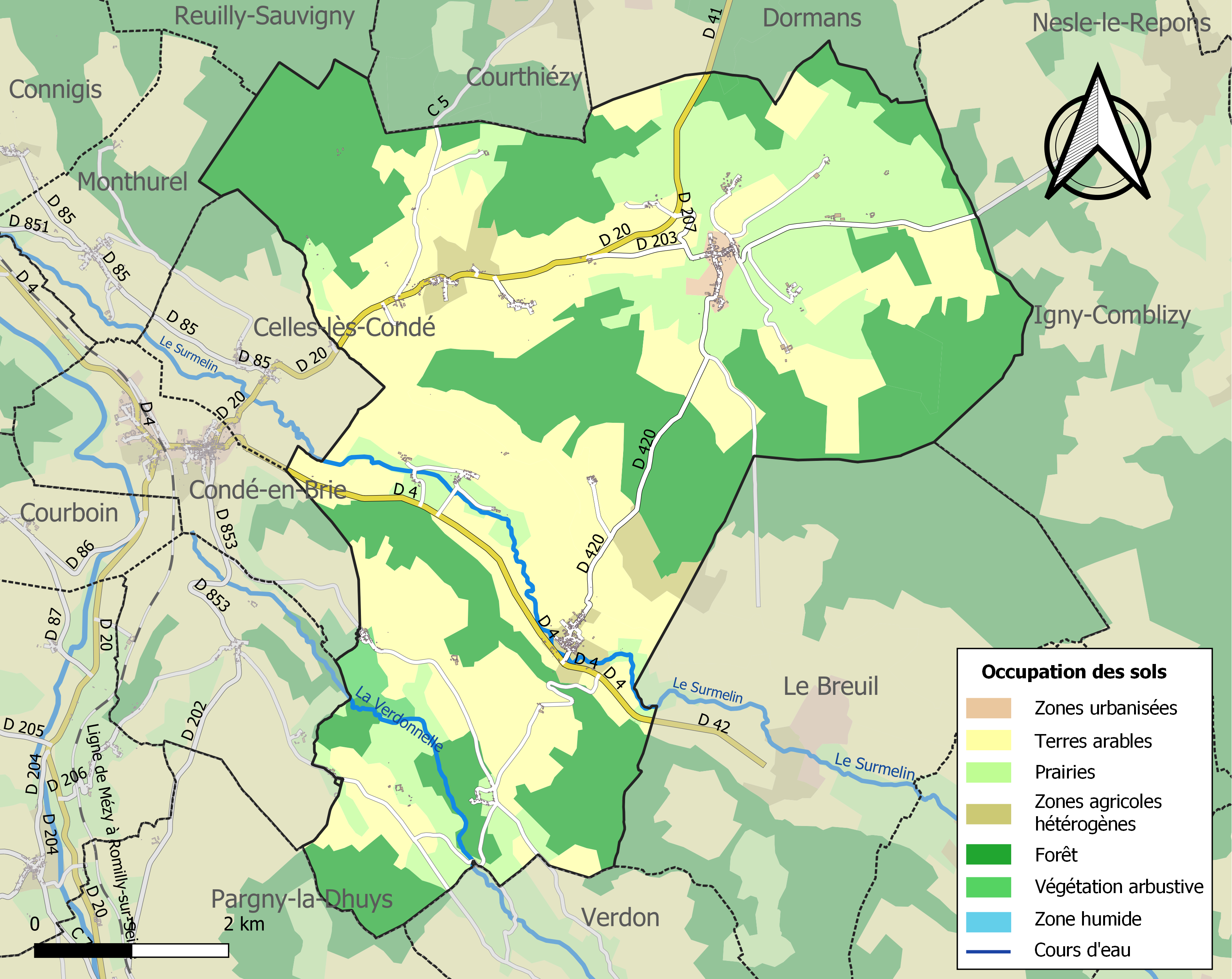
香槟谷村的OSM定位图

## 行政
香槟谷村的邮政编码为02330，INSEE市镇编码为02053。

## 政治
香槟谷村所属的省级选区为马恩河畔埃索姆县。

## 人口
香槟谷村于2022年1月1日时的人口数量为590人。